# Trachysphaera varallensis
Trachysphaera varallensis är en mångfotingart som först beskrevs av Karl Wilhelm Verhoeff 1936.  Trachysphaera varallensis ingår i släktet Trachysphaera och familjen Doderiidae. Inga underarter finns listade i Catalogue of Life.